# Erhard Banitz
Erhard Willy Banitz (* 14. Dezember 1901 in Leipzig; † 1991) war ein deutscher Lehrer, Lektor und Lyriker.

## Leben
Banitz besuchte die Volksschule in Leipzig und danach für sieben Jahre das Lehrerseminar in Grimma. Anschließend war er als Volksschullehrer in mehreren sächsischen Dörfern (Döben (Grimma), Otterwisch) tätig und interessierte sich für den Wandervogel e. V., dessen Vereinsmitglied er wurde. Später wechselte er in den Verein „Völkischer Wandervogel“ und dann, bereits während seines sechsjährigen Studiums an der Universität Leipzig, in den Deutschen Pfadfinderbund. Nach Ende des Universitätsstudiums wurde er als Studienassessor Aushilfslehrer an der höheren Versuchsschule (Dürerschule) in Dresden und im September 1932 Aushilfslehrer in Zschopau. Dort trat er zum 1. Mai 1933 in die NSDAP ein (Mitgliedsnummer 2.442.468) und übernahm die Führung des Bannes Flöha in der Hitler-Jugend (HJ).
Im März 1934 wurde Banitz Referendar und stellvertretender Schulungsleiter der Nationalpolitischen Erziehungsanstalt in Klotzsche. Im gleichen Jahr wurde er zum Studienrat befördert. 1935 wurde er Mitarbeiter im Stab der HJ-Gebietsführung Sachsen. Bereits 1936 erfolgte seine Überweisung zur SS. Dort wurde er 1937 wegen Fehler im Dienst ausgeschlossen. Am 5. März 1938 erfolgte seine Einweisung als Schutzhäftling in das KZ Sachsenhausen.
Ab Dezember 1939 arbeitete er wieder in Grimma und wechselte 1940 als Lektor zu einem Verlag nach Leipzig und 1942 nach Dresden.

## Schriften
- Der Geschichte seiner Stadt verpflichtet. Zum 100. Geburtstag des Freiberger Historikers Dr. Walther Herrmann. In: Sächsische Heimatblätter, Bd. 30, 1984, Heft 2, S. 238.
- Mein Zellennachbar : eine denkwürdige Begegnung mit Martin Niemöller. In: Standpunkt : evangelische Monatsschrift, Bd. 8 (1980), Heft 1, S. 18–19.
- Das Geologenbild Adalbert Stifters. In: Müller, Joachim (Hg.): Gestaltung, Umgestaltung. Festschrift zum 75. Geburtstag von Hermann August Korff, Leipzig 1957, S. 206–238.